# المسارات الستة (بوذية)
المسارات الستة في علم الكونيات البوذي هي العوالم الستة التي تتناسخ فيها الكائنات الواعية بناءً على مفهوم الكارما المرتبطة بأفعالها في حيواتها السابقة. وقد وُصفت هذه المسارات في بهافاكاكرا ("عجلة الوجود والتناسخ").

## المسارات الستة
1. عالم البشر (مانوشيا)
2. عالم أنصاف الآلهة الحربية ( أسورا)
3. عالم الحيوانات ( تيرياجيوني)
4. عالم الأشباح الجائعة (بريتا)
5. عالم الجحيم (ناراكا)

تُعرف المسارات الثلاثة الأولى باسم "الأقدار الثلاثة الحميدة" (كوشالاجاتي)، حيث تختبر الكائنات درجات متفاوتة من الفضيلة واللذة والألم. أما المسارات الثلاثة الأخيرة فتُعرف باسم الأقدار الثلاثة غير الحميدة، حيث تفتقر الكائنات إلى الفضيلة وتعاني في الغالب. عادةً، لا ندرك نحن البشر إلا الحيوانات من حولنا. تذكر النصوص البوذية الأولى خمسة مسارات فقط دون التمييز بين مساري الآلهة وأنصاف الآلهة. علاوة على ذلك، لا تُقر جميع النصوص بعالم أنصاف الآلهة.  في اليابان، يضع الراهب جينشين، لسببٍ غامض، مسار البشر أدنى من مسار أنصاف الآلهة.
تتكون عناصر الكارما من أفعال إرادية جسدية أو شفوية أو عقلية. سلسلة التناسخ الناتجة عن السموم الثلاثة (الكراهية، الجشع، الجهل)، والتي يُقدَّم فيها الجهل ( أفيديا) بالحقيقة المطلقة (بارامارثا) أو القانون الحق ( سادهارما) كمصدر للتناسخ في المصائر الثلاثة غير الخيرية.
قسّم البوذيون القدماء الكون النفسي إلى ثلاثة عوالم: عالم الرغبة (كاما لوكا)، وعالم الشكل (رو با لوكا)، عالم اللاشكل (أروبا لوكا). تناول عالم الرغبة الإمكانيات النفسية اليومية للبشر، وقُسّم إلى خمسة عوالم سابقة الذكر، باستثناء عالم أنصاف الآلهة.

## الجدول الزمني للمفهوم
ردًا على سؤال "منذ متى تتجول الكائنات في السامسارا (أي المسارات الستة) ، أجاب بوذا بأنه لا يمكن تحديد نقطة البداية أو فهمها. أحد الاستنتاجات المؤكدة هو أننا تجوّلنا بالفعل منذ دهور، ومع ذلك، عندما سُئل بوذا عن طول الدهر، ابتسم.

## تفسير

### العوالم كحالات للوعي
لم تُفصّل النصوص القديمة كيفية تفسير هذه العوالم؛ ومع ذلك، يُمكن اعتبارها حالات وعي. فعالم الآلهة او الكائنات الإلاهية، الذي يرمز إلى المراحل الروحية والأنقى للوعي، وعالم البشر المرتبط بقدرات العقل والمنطق، والحيوانات والأشباح الجائعة، يُنظر إليها على وجه الخصوص كصورة للغريزة، وعالم الجحيم (ناراكا) يُمثل المعاناة (دوكها) المتراكمة من أفعال الماضي. وبالتالي، يُمكن للبشر الانتقال بسهولة عبر مراحل مختلفة طوال حياتهم.
يمكن فهم هذا أيضًا من خلال طبيعة الكارما . تُعتبر الكارما فعلًا له نية. هذه النية، التي تُنتجها العقلية، قد تكون سليمة أو غير سليمة. ثم تُترجم هذه الحالات العقلية إلى كارما متراكمة ومرتبطة بعالم معين.

#### آليات عمل الكارما في حالات الوعي
الأفعال العشرة غير الصحية (الكارما-باتا) التي تُنتج كارما سيئة هي: الأفعال الجسدية الثلاثة (القتل، السرقة، سوء السلوك الجنسي)، والأفعال الصوتية الأربعة (الكذب، الكلام المُفرّق، الكلام المُؤذي، الكلام التافه)، والأفعال العقلية الثلاثة (الجشع، سوء النية، الآراء الخاطئة). الحالات العقلية التي تُعزز هذه الأفعال هي: الجشع الشديد، الكراهية، والوهم.
الأفعال العشرة النافعة المستوحاة من الكرم ( دانا)، والسلوك الأخلاقي ( سيلا)، والتأمل ( بهافانا). الحالات العقلية التي تدعم هذه الأفعال هي: عدم الرغبة، والود، والحكمة.

### تفسير سادهارماسمرتيوباستاناسوترا
يُفسّر سادهارماسمرتيوباستاناسوترا ("سوترا تذكير القانون الصحيح")  ] العوالم المختلفة، مُصرّحًا بأن عالم (الآلهة) (ديفا) هو مثال بشري للمتعة قائم على الجهل، وهو زائل ومتناقص. وهذا يُسبب  الديفا في نهاية المطاف. فالتواجد في عالم البشر يُعرّض المرء للأمراض والشوائب والتعرض للزوال واللاذات (أناتمان). أما عالم الحيوان فهو مكانٌ لأولئك الذين عذبوا الحيوانات وسيتلقون نفس المعاملة. وتتواجد أنصاف الآلهة (الأسوارا) في هذا العالم أيضًا ويخوضون حربًا ضد الآلهة (الديفات). أما عالم بريتا، فهو نتاج جشع البشر وجهلهم. وهو مكانٌ لأولئك الذين رفضوا القرابين وسيطر عليهم الجشع.
تمثل الجحيم (ناراكا) متاهات العقل المظلمة التي يتخبط فيها الجهل وخداع الذات. تُستخدم صور الجحيم الغريبة لإرشاد الفرد إلى طريق التنوير، ولتحديد الوجودات الماضية المجهولة التي تعيش في معاناة مستمرة داخل جحيم عقله.

### عالم الآلهة (الديفا)
في حين أنه قد يكون من المغري أن نطمح إلى ولادة جديدة داخل عالم الآلهة أو الكائنات السماوية، فإن الديفا (الآلهة أو الكائنات السماوية) ممتلئون بالفرح في هذا العالم لدرجة أنهم غير قادرين على فهم التعاليم حول المعاناة (الدوكا) الدائمة في السامسارا. وعلاوة على ذلك، حتى الديفا الذي استهلك كل الكارما الجيدة داخل الوجود الممتع في هذا العالم، يمكن أن يولد من جديد في ناراكا (الجحيم).

### نيرفانا
فيما يتعلق بالنيرفانا، لا تُشكل المسارات الستة تسلسلًا هرميًا يؤدي إليها. يرى جيثين أنه لا يمكن تحقيقها إلا من خلال عالم الإنسان وعالم الديفا.